# Tatjana Fomina
Pour les articles homonymes, voir Fomina.
Tatjana Fomina est une joueuse d'échecs soviétique puis estonienne née le 26 avril 1954 à Tallinn, grand maître international féminin.

## Biographie et carrière
En 1971, Tatjana Fomina remporta le championnat d'URSS junior féminin à Riga
En 1975, elle finit deuxième du championnat d'URSS d'échecs féminin, ce qui la qualifiait pour représenter l'URSS dans le cycle des sélections du championnat du monde féminin. En 1976, elle marqua la moitié des points (6,5 sur 13) au tournoi interzonal féminin de Roosendaal qualificatif pour le tournoi des candidates au championnat du monde d'échecs féminin.
Fomina fut dix fois championne d'Estonie : huit fois entre 1977 et 2003, puis en 2012 et 2012.
Elle remporta le Championnat d'Europe d'échecs senior féminin en 2012 et trois médailles de bronze au championnat du monde d'échecs senior féminin. Elle reçut le titre de grand maître international féminin en 2014.
Fomina a représenté l'Estonie au premier échiquier lors des olympiades d'échecs féminines de 1992 à 2014 (l'Estonie finit sixième de l'Olympiade d'échecs de 1994).